# Alia Armstrong
Alia Armstrong (* 28. Dezember 2000 in New Orleans) ist eine US-amerikanische Hürdenläuferin, die sich auf die 100-Meter-Distanz spezialisiert hat.

## Sportliche Laufbahn
Alia Armstrong studiert seit 2020 an der Louisiana State University und wurde 2022 NCAA-Collegemeisterin im 100-Meter-Hürdenlauf. Anschließend startete sie bei den Weltmeisterschaften in Eugene und erreichte dort das Finale, in dem sie in 12,31 s den vierten Platz belegte.

## Persönliche Bestleistungen
- 100 m Hürden: 12,40 s (0,4 m/s), 13. Mai 2023 in Baton Rouge
  - 60 m Hürden: 7,81 s, 11. Februar 2022 in Fayetteville